# ریچارد دینس
ریچارد دینس (انگلیسی: Richard Dinnis؛ زادهٔ ۱۱ دسامبر ۱۹۴۲) بازیکن فوتبال اهل بریتانیا است.
از باشگاه‌هایی که در آن بازی کرده‌است می‌توان به باشگاه فوتبال بارو اشاره کرد.